# Федерація панамського футболу
Панамська федерація футболу (ФЕПАФУТ) (ісп. Federación Panameña de Fútbol (FEPAFUT)) — організація, що здійснює контрольні функції за футболом у Панамі.
Розташована у столиці країни - місті Панама. Заснована у 1937 році. Вступила до ФІФА у 1938, член КОНКАКАФ з 1961 року, одразу після утворення цієї організації.
Федерація організує діяльність і керує збірними країни з футболу (чоловічою, жіночою та молодіжними збірними). Під егідою Федерації проводяться чемпіонат Панами з футболу та ряд інших футбольних турнірів.